# Icon of French Cinema
Production
Diffusion
Icon of French Cinema est une série télévisée franco-germano-américaine écrite et réalisée par Judith Godrèche et diffusée à partir du 28 décembre 2023 sur Arte.
Cette fiction, qui est une comédie s'inspirant de sa propre vie dont elle tient le rôle principal, est une coproduction de la chaîne de télévision franco-allemande Arte, de CPB Films et de la société américaine de production A24,,,.

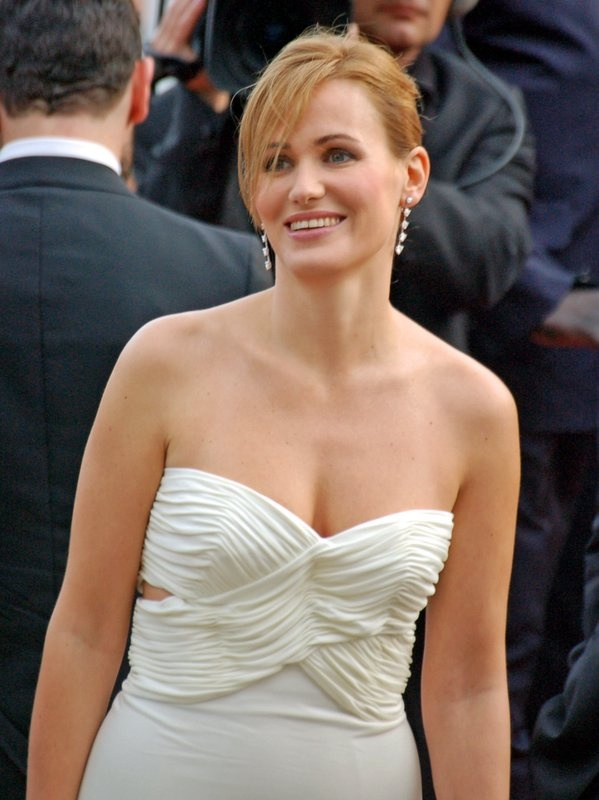
Judith Godrèche.

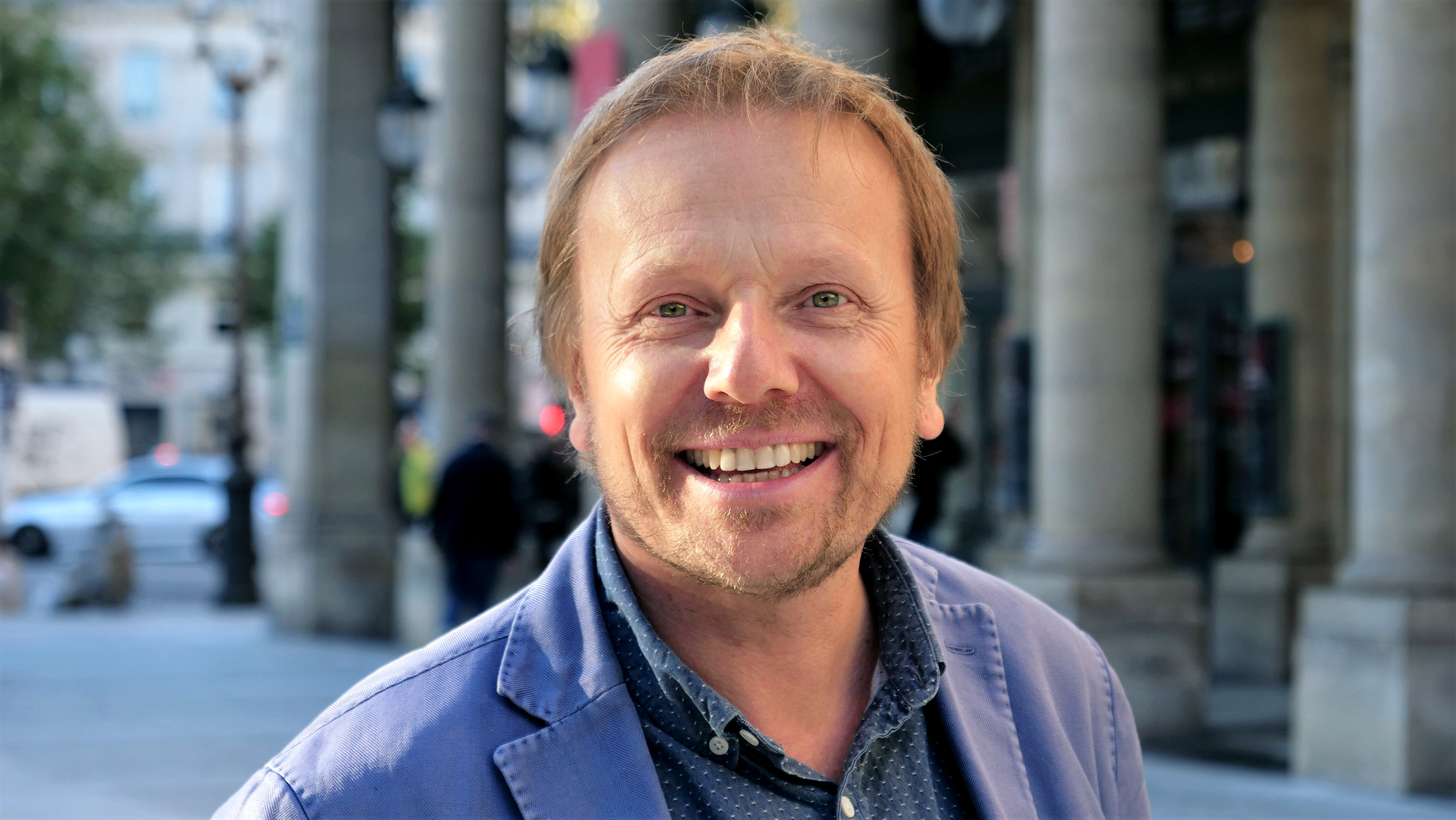
Laurent Stocker.

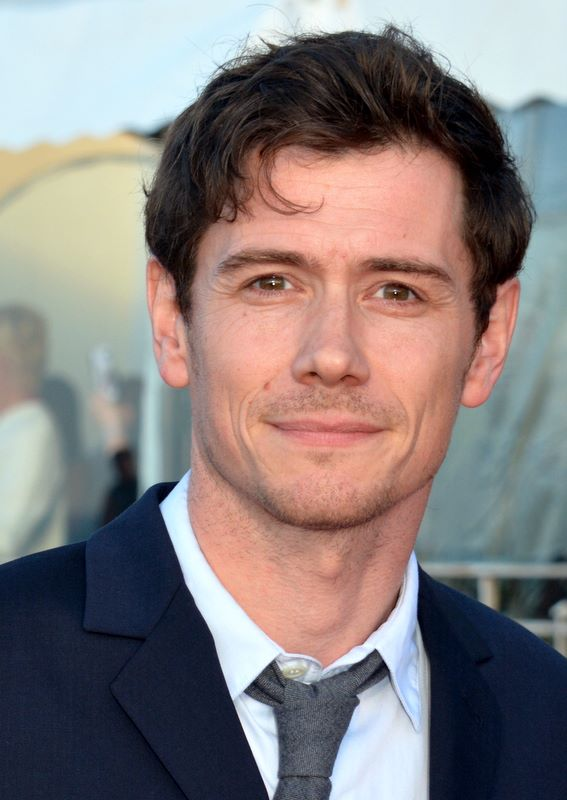
Loïc Corbery.

## Synopsis
Judith Godrèche, ancienne « icône du cinéma français » exilée à Los Angeles, revient à Paris pour tourner dans un film qui doit relancer sa carrière en France. La série suit son quotidien d'actrice quelque peu oubliée et de mère célibataire en prise avec les désirs d'émancipation de sa fille adolescente.
L'action est entrecoupée de flashbacks de ses débuts où, alors très jeune adolescente, elle découvrait la misogynie de l'industrie cinématographique.

## Distribution
- Judith Godrèche : elle-même
- Liz Kingsman : Kristin, l'agent de Judith
- Tess Barthélémy : Zoé, la fille de Judith
- Loïc Corbery : le cinéaste Éric
- Gina Cailin : Kim, l'employée de maison de Judith
- Douglas Grauwels : Mark
- Alma Struve : Judith adolescente
- Laurent Stocker : Pierre de Marrot, directeur de la chaîne de télé S4
- Jochen Hägele (de) : Alex
- Didier Sandre : Frédéric, le père de Judith
- Ludmila Mikaël : Louise, la mère de Judith
- Ángela Molina : Julia, la psy de Judith
- Sylvain Dieuaide : François
- Carole Bouquet : elle-même
- Thomas Scimeca : Yann
- Jean-Christophe Folly : Vincent
- Guilaine Londez : Rosette Dubois, la psy de Zoé

## Production

### Genèse et développement
La série, créée, écrite et réalisée par Judith Godrèche, se veut « le portrait tout en autodérision et contradictions d'une femme avec ses aspirations, ses peurs, ses passions et surtout la soif de conquérir sa liberté ».
Selon les producteurs, la série « offre une vision personnelle et unique du patriarcat et de la sororité à l'ère post-#MeToo, sur un ton à la fois grave et léger »,,.
Alors qu'elle fait la promotion de la série auprès du magazine Elle, elle aborde pour la première fois sa relation avec le réalisateur Benoît Jacquot. Elle y décrit indirectement une relation abusive, déclarant avoir été vulnérable et sous l'emprise d'une personne plus puissante, en l'occurrence un réalisateur ayant le pouvoir de lancer sa carrière. Elle compare son expérience avec celle que Vanessa Springora décrit dans son roman Le Consentement, qu'elle n'a pas pu finir en raison du nombre trop important de similarités avec sa propre histoire. Elle dénonce également le manque total de soutien au sein du milieu du cinéma, s'étonnant aujourd'hui qu'aucun membre de l'entourage du réalisateur ne se soit étonné de son jeune âge ou des scènes qu'elle était amenée à tourner. Selon elle, tout à l'époque, « les histoires qu'on lit, les films qu'on voit, tout valorisait cette image de lolita, de baby doll ».
Pour elle, il s'agissait d'une situation d'emprise très fréquente au cinéma, elle explique qu'« en tant qu'actrice, on a besoin d'être aimée, regardée. » Elle estime qu'il est compréhensible de trouver dans une adolescente de quinze ans une source d'inspiration inépuisable, cependant ; elle ajoute que l'on « peut faire des films sublimes sans aller jusqu'à coucher avec son actrice mineure. Pour moi, cela devient de la perversion. La position de l'adulte dans la société, c'est de savoir où mettre les limites, même quand il s'agit d'art ».
L'actrice et réalisatrice est émue au larmes sur le plateau de l'émission Quelle Époque de Léa Salamé alors qu'elle visionne une interview qu'elle donne à 18 ans, en 1990, en compagnie de Benoît Jacquot avec qui elle est en couple depuis quatre ans. Elle confie alors : « C'est à travers la promotion de cette série, à travers les femmes que je rencontre, à travers la génération même de ma fille et celle d'Alma Struve - qui joue mon rôle enfant dans la série - qu'à travers elles, ce qu'elles perçoivent et ce qu'elles comprennent, et aussi leur perception du consentement que dans le fond quand je me regarde, qu'il y a une forme de prise de conscience qui m'émeut. C'est vrai que ce sont des images que je n'ai pas regardées depuis que je suis toute petite auxquelles je n'ai même pas pensé. C'était tellement enfoui en moi ».
Lorsque Les Inrockuptibles lui demandent si elle a le sentiment que la tolérance envers les comportements qu'elle a subis est en train de se réduire considérablement, Judith Godrèche répond « Pas tant que ça non. Il y a des tentatives de révolution mais aussi des retours de bâton. Benoît Jacquot vient de tourner son nouveau film. J'ai l'impression que les choses n'évoluent pas tant que ça. Le mécanisme de complaisance n'est pas si attaqué que ça. J'ai relu récemment d'anciennes interviews de lui, dont une dans les Inrocks, qui dit que je l'ai manipulé pour faire des films, ce qui m'a choqué. Et ce qu'il dit n'est pas vraiment interrogé. Il affirme des choses du même ordre dans Libération un peu plus tard ou dans d'autres médias ».
Arte détient les droits de diffusion de la série en France, en Allemagne, en Suisse, en Belgique, en Autriche et au Luxembourg, A24 assurant les ventes dans le reste du monde,.

### Attribution des rôles
Le rôle de la fille de Judith Godrèche dans la série est interprété par Tess Barthélémy, sa fille dans la vie, qu'elle a eue avec l'acteur Maurice Barthélémy,,.

### Tournage
Le tournage de la série a lieu du 7 novembre au 24 décembre 2022 à Paris et Porquerolles dans le département français du Var en région Provence-Alpes-Côte d'Azur.
Évoquant le tournage avec Les Inrockuptibles, Judith Godrèche souligne : « Les moments les plus troublants pour moi ont été le tournage des mises en abyme. Comme celle où j'ai reproduit une scène de La Fille de 15 ans ».
Elle insiste également sur les précautions qui ont été prises envers la jeune actrice Alma Struve, qui joue le rôle de Judith adolescente : « Sur le tournage, il y avait une coordinatrice d'intimité pour qu'Alma, la jeune comédienne, puisse s'isoler avec elle et ait la possibilité de lui dire ce qu'elle n'avait pas envie de faire. La caméra était placée dans le dos d'Alma, car elle m'avait dit qu'elle ne voulait pas embrasser Loïc Corbery. Elle devait donc s'approcher simplement de lui et je coupais avant – l'emplacement de la caméra permettant d'imaginer qu'elle l'embrassait. Alma était mal à l'aise, avait des fous rires nerveux. On a changé la conception de la scène. C'était incroyable pour moi qui avais vécu cette scène comme actrice de la revivre mais en l'articulant avant toute chose aux limites de ce que voulait ou ne voulait pas faire la comédienne. Ça a été pour moi l'occasion d'un vrai dialogue intérieur avec celle que j'ai été, celle que je suis devenue… […] Je voulais qu'Alma sorte du tournage sans avoir aucun regret. L'intervention d'une coordinatrice d'intimité permettait à l'actrice d'avoir un autre référent que moi. C'est important dans toute interaction de faire entrer la Loi. Ça ne veut pas dire qu'il faut appeler un flic. Mais qu'il faut faire entrer une tierce personne qui puisse apporter un regard extérieur. C'est l'idée du triangle. Il y a le metteur en scène, l'acteur et la tierce personne. Et ça, c'est extraordinaire. En tant que réalisatrice, je me suis trouvé confronté à une limite, celle de ma comédienne, et j'ai dû réinventer, créer. C'est peut-être là qu'on devient metteur en scène ».

### Fiche technique
Sauf indication contraire, les informations mentionnées dans cette section peuvent être confirmées par les bases de données cinématographiques IMDb et Allociné,  présentes dans la section « Liens externes ».
- Titre français : Icon of French Cinema
- Genre : Comédie dramatique
- Production : Marco Cherqui
- Sociétés de production : Arte, CPB Films, A24
- Réalisation : Judith Godrèche
- Scénario : Judith Godrèche
- Musique : Faux Amis, Noé Boon, Richard Sears
- Décors : Vincent Dizien
- Costumes : Pauline Juille, Elisabeth Mehu, Justine Pearce
- Photographie : George Lechaptois
- Son : Guillaume Leriche, Valère Raigneau, Olivier Walczak, Damien Boitel, Romain Anklewicz, Jérôme Aghion
- Montage : Guillaume Lauras, Riwanon Lebeller
- Pays de production :  France /  Allemagne /  États-Unis
- Langue originale : français, anglais[1]
- Format : couleur
- Nombre de saisons : 1
- Nombre d'épisodes : 6
- Durée : 30 minutes[5]
- Dates de première diffusion :
  - France et Allemagne : 21 décembre 2023 sur la plateforme arte.tv et 28 décembre 2023 sur la chaîne Arte[4],[16]

## Accueil critique
Ouest-France souligne que « Derrière la comédie, l'actrice revient, sans jamais le nommer, sur sa relation avec le réalisateur Benoît Jacquot. Elle avait 14 ans, lui 40. Il l'a révélée au cinéma, en a fait sa muse et sa compagne. Sans que le milieu du cinéma et les adultes de l'époque n'y trouvent rien à redire. Avec pudeur et sans pathos, la réalisatrice dit beaucoup de la domination. Et c'est effarant ».
Pour Le Parisien, « Ahurissante, réjouissante et émouvante mise en abyme, sa série, mise en musique par son fils, décrit ce come-back à Paris avec sa fille (incarnée par sa vraie fille), notamment ses tentatives pour lancer des films et séries ».
Pour 20 Minutes, Icon of French Cinema est « le récit d'une adolescence bafouée et de blessures du passé […] Avec cette question, donc, qui plane comme une ombre au-dessus de la série : comment une jeune fille de 14 ans a-t-elle pu devenir l'amante d'un homme de 40 ans, sans qu'à l'époque ne sourcillent ni sa famille ni le petit milieu du cinéma des années 1980 ? ».
Pour Le Monde, « L'écriture est fragile, souvent maladroite, les dialogues ont parfois la scansion du théâtre sans que cela nous détourne des enjeux qui se déploient sous nos yeux et qui sont ceux de l'emprise, celle qui prospère à l'ombre du « mentorat » des jeunes actrices par les cinéastes qui les regardent et les dirigent ».
Pour Télé-Loisirs « C'est à un sujet important et avec courage que l'actrice-réalisatrice s'attaque dans sa mini-série. Elle dénonce le traitement réservé aux femmes dans l'industrie du cinéma passé 35 ans, la toute-puissance des hommes et la difficulté à guérir d'un système oppressant ».